# Омер Сейфеддин
Оме́р Сейфедди́н (28 февраля 1884, Гёнен — 6 марта 1920, Стамбул) — турецкий писатель и поэт, один из родоначальников турецкой реалистической новеллы, один из самых известных турецких писателей своего времени.

## Биография
Родился в 1884 году в Генен Былыкесирского вилайета в семье 

черкесских эмигрантов, настоящая фамилия — Хатко. По образованию был ветеринаром и военным, в 1896 году окончил ветеринарную академию, а в 1903 году — юнкерское училище, после чего служил сначала в Смирне, затем в пограничных войсках в Македонии. Через некоторое время, получив звание второго лейтенанта пехоты, был направлен в качестве военного инструктора в Измир, где параллельно улучшал свои навыки во французском языке. В 1911 году были опубликованы его первые произведения. Активно сотрудничал в националистическом журнале «Генч Калемлер». Был участником Балканских войн, после Второй Балканской войны (1913) вышел в отставку с военной службы. В 1914 году был назначен преподавателем литературы в лицее Кабаташ, Стамбул.

## Творчество
Темой его произведений, написанных нередко в сатирико-юмористическом стиле, были бытовые проблемы различных классов современного ему турецкого общества, в первую очередь турецкой буржуазии после Младотурецкой революции 1908 года. В рассказах «Святой» и «Спаситель» он критикует пороки духовенства, в рассказах «Эфруз бей» и «Прогресс» — лживость политиков, в сатирическом и гиперболизированном рассказе «Вероотступник» — сохранившиеся в стране феодально-патриархальные пережитки. Рассказ «Письмо отечеству» написан с позиций пантюркизма, составлявшего мировоззрение автора. Было издано четыре сборника рассказов писателя: «Высокие каблуки» (1923), «Белый тюльпан» (1938), «Точка» (1956), «Эфруз бей» (1970), а также антология его стихов. Отличительной чертой творчества Омера Сейфеддина было значительное упрощение языка своих произведений и почти полный отказ от употребления арабских и персидских слов и выражений.